# Kanton Vanves
Kanton Vanves is een voormalig kanton van het Franse departement Hauts-de-Seine. Kanton Vanves maakte deel uit van het arrondissement Antony en telde 25.414 inwoners (1999).
Het werd opgeheven bij decreet van 24 februari 2014, met uitwerking in maart 2015.

## Gemeenten
Het kanton Vanves omvatte enkel de gemeente Vanves.